# Ramaldawa
Ramaldawa (biał. Рамальдава; ros. Ромальдово, Romaldowo) – wieś na Białorusi, w obwodzie witebskim, w rejonie orszańskim, w sielsowiecie Arechausk, przy drodze republikańskiej R109.